# Pure Getz
Pure Getz ist ein Jazz-Album von Stan Getz. Es wurde in Quartettbesetzung bei zwei Aufnahmesessions in San Francisco und New York City im Januar und Februar 1981 aufgenommen und 1982 auf Concord Records veröffentlicht.

## Das Album
Nach einer kurzen Phase von Experimenten mit Jazzrock und elektronischen Klängen entwickelte Stan Getz Ende der 1970er Jahre den Stil, der beherrschend für sein Alterswerk werden sollte, die Interpretation von Standards-Material, besonders der gefühlvollen Balladen aus dem Great American Songbook. Diese Entwicklung, die zu seinen späten Alben Anniversary
und Serenity, 1987 für Emarcy aufgenommen, führen sollte, ist in seinen Aufnahmen für das Concord-Label dokumentiert, auf dem 1981 und 1982 je zwei Studio- und zwei Live-Alben entstanden. Stan Getz charakterisierte seine neue Formation als „a compact classical jazz quartet, one that is right for me, not the one that is designed to reach a wider audience or compete with the rock people.“
Im Jahr 1981 arbeitete der Saxophonist noch mit dem Pianisten Lou Levy, dem Bassisten Monty Budwig und dem Schlagzeuger Victor Lewis zusammen und trat mit dieser Band im Mai 1981 im Keystone Korner in San Francisco auf; die Mitschnitte wurden dann auf den Concord-Alben The Dolphin und Spring Is Here veröffentlicht. Ende 1981 kam der Pianist Jim McNeely in Getz´ Quartett, außerdem der Bassist Marc Johnson, der mit McNeely auch im Trio spielte. Nach einem zweiwöchigen Engagement im Stan Getz Room, der sich im obersten Stockwerk des Hyatt Union Square Hotel in San Francisco befindet, nahm das Quartett im Januar Material für zwei Alben im Coast Records Studio auf, darunter den Billy-Strayhorn-Titel. Eine weitere Session fand dann im Februar 1982 in New York statt, bei der für Victor Lewis der Schlagzeuger Billy Hart einsprang; dieser hatte in den 1970er Jahren mit Getz gespielt (Live at Montmarte, 1977). In New York entstanden die drei Titel Very Early, I Wish I Knew und Come Rain or Come Shine.
Das ausgewählte Material spannte sich von Balladen wie Bill Evans´ Very Early, Mid tempo-Titeln wie dem Tin-Pan-Alley-Klassiker I Wish I Knew von Mack Gordon und swingende Up tempo-Nummern wie Jim McNeelys Komposition On the Up and Up, mit der das Album beginnt. Hinzu kamen Bebop-Standards wie Charlie Parkers Sippin´ at Bells und Bud Powells Tempus Fugit. Weiteres Material dieser beiden Sessions im Januar und Februar 1981, wie die Standards Spring Is Here, Easy Living oder How Long Has This Been Going On sowie die Marc Johnson-Komposition Antigny wurden Mitte der 1990er Jahre auf dem Album Blue Skies (Concord CCD 4676) veröffentlicht.

## Bewertung des Albums
Richard Cook und Brian Morton bewerten die Concord-Sessions, die auf Pure Getz und Blue Skies erschienen sind, im Penguin Guide to Jazz mit der Höchstnote von vier Sternen und zählen sie mit den Emarcy-Aufnahmen von 1987 zu den Höhepunkten des Spätwerks von Stan Getz. Die Autoren heben insbesondere Getz´ Interpretation von Billy Strayhorns Komposition Blood Count hervor, die zwischen harschen Schreien und sanften Gemurmel wechselt; meisterhaft seien auch seine Variationen über Harold Arlens Come Rain or Come Shine und Charlie Parkers Sippin´at Bells. Der All Music Guide bewertete das Album mit vier Sternen.

## Die Titel
- Stan Getz Quartett – Pure Getz (Concord CCD 4188)
  1. On the Up and Up (McNeely) 8:10
  2. Blood Count (Billy Strayhorn) 3:34
  3. Very Early (Bill Evans) 7:05 Mit Billy Hart
  4. Sippin’ at Bells (Parker) 5:52
  5. I Wish I Knew (Mack Gordon/Harry Warren) 7:52 Mit Billy Hart
  6. Come Rain or Come Shine (Johnny Mercer/Harold Arlen) 8:57 Mit Billy Hart
  7. Tempus Fugit (Bud Powell) 7:17